# ياكويم سانتان أبرانشيس
ياكويم سانتان أبرانشيس (28 أكتوبر 1985 في الهند - ) هو لاعب كرة قدم هندي في مركز الهجوم. شارك مع منتخب الهند لكرة القدم. أما مع النوادي، فقد لعب مع نادي إيست بنغال ونادي ديمبو ونادي جوا ونادي مدينة بونه لكرة القدم.

## روابط خارجية
- ياكويم سانتان أبرانشيس على موقع قاعدة بيانات كرة القدم.إي يو (الإنجليزية)
- ياكويم سانتان أبرانشيس على موقع ناشيونال فوتبول تيمز (الإنجليزية)
- ياكويم سانتان أبرانشيس على موقع Soccerway.com (الإنجليزية)